# Miltonidium
× Miltonidium, (abreviado Mtdm.) en el comercio, es un híbrido intergenérico entre los géneros de orquídeas Miltonia y Oncidium (Milt. × Onc.).
Un ejemplo  es Miltonidium Mateus Pomini UEL, generado por Miltonia regnellii x Oncidium crispum, dos orquídeas nativas de Brasil. Este híbrido fue registrado en la Royal Horticultural Society en mayo de 2005.